# Municipio de East Fork (condado de Williams)
El municipio de East Fork (en inglés: East Fork Township) es un municipio ubicado en el condado de Williams en el estado estadounidense de Dakota del Norte. En el año 2010 tenía una población de 18 habitantes y una densidad poblacional de 0,19 personas por km².

## Geografía
El municipio de East Fork se encuentra ubicado en las coordenadas 48°20′4″N 103°31′48″O / 48.33444, -103.53000. Según la Oficina del Censo de los Estados Unidos, el municipio tiene una superficie total de 94.21 km², de la cual 94,16 km² corresponden a tierra firme y (0,06 %) 0,05 km² es agua.

## Demografía
Según el censo de 2010, había 18 personas residiendo en el municipio de East Fork. La densidad de población era de 0,19 hab./km². De los 18 habitantes, el municipio de East Fork estaba compuesto por el 100 % blancos. Del total de la población el 0 % eran hispanos o latinos de cualquier raza.